# Moi Dix Mois
Moi Dix Mois (читається як Муа діс муа; з франц. — Мої десять місяців) — японський гурт створений у 2002 році японським музикантом Мана, у минулому лідера, гітариста та клавішиста музичного колективу Malice Mizer (читається як Марісу Мізеру). Moi dix Mois є одним із найвидатніших колективів у жанрі готичного металу та неокласичного металу. У 2002 році гурт вплинув не тільки на розвиток японської готичної сцени, а на весь жанр в цілому, здобувши величезну популярність у готичній фанхаті.